# Pișcea, Șațk
Pișcea (în ucraineană Піща) este localitatea de reședință a comunei Pișcea din raionul Șațk, regiunea Volînia, Ucraina.

## Demografie
Componența lingvistică a localității Pișcea
     Ucraineană (98,97%)
     Alte limbi (1,03%)
Conform recensământului din 2001, majoritatea populației localității Pișcea era vorbitoare de ucraineană (98,97%), existând în minoritate și vorbitori de alte limbi.